# Dmitri Sergejewitsch Tschelkak

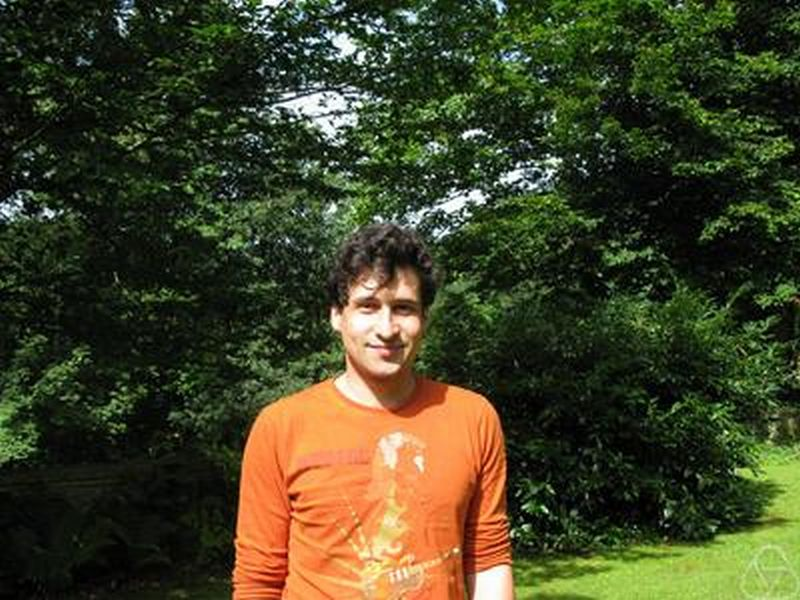
Dmitri Tschelkak, Oberwolfach 2008

Dmitri Sergejewitsch Tschelkak (russisch Дмитрий Сергеевич Челкак, englische Transkription Dmitry Chelkak; * Januar  1979 in Leningrad) ist ein russischer Mathematiker.
Tschelkak studierte ab 1995 an der Staatlichen Universität Sankt Petersburg mit dem Diplom 2000 und wurde 2003 am Steklow-Institut in Sankt Petersburg promoviert. 2000 war er mit einem Euler-Stipendium in Heidelberg und später in Potsdam. Er forscht am Steklow-Institut in Sankt Petersburg als Senior Researcher und war außerdem 2004 bis 2010 Dozent an der Staatlichen Universität Sankt Petersburg und 2010 bis 2014 dort am Chebyshev Laboratorium. 2014/15 war er an der ETH Zürich und 2015/16 Gastprofessor in Genf.
Er befasst sich mit konformer Invarianz zweidimensionaler Gittermodelle am kritischen Punkt, speziell des Isingmodells der statistischen Mechanik, bei dem er mit dem Fields-Medaillisten Stanislaw Smirnow Universalität und konforme Invarianz am kritischen Punkt zeigte. Außerdem befasst er sich mit Spektraltheorie, speziell inverse Spektralprobleme von eindimensionalen Differentialoperatoren.
1995 erhielt er die Goldmedaille auf der Internationalen Mathematikolympiade. 2004 erhielt  er den Preis für Nachwuchsmathematiker der Sankt Petersburger Mathematischen Gesellschaft und 2008 erhielt er in Moskau den Pierre Deligne Preis. 2014 erhielt er den Salem-Preis.

## Schriften
- mit Stanislaw Smirnow: Universality in the 2D Ising model and conformal invariance of fermionic observables, Inventiones Mathematicae, Band 189, 2012, S. 515–580, Arxiv
- mit Stanislaw Smirnow: Discrete complex analysis on isoradial graphs, Advances in Math., Band 228, 2011, S. 1590–1630
- mit E. Korotyaev: Weyl–Titchmarsh functions of vector-valued Sturm–Liouville operators on the unit interval, J. Funct. Anal., Band 257, 2009, S. 1546–1588
- mit E. Korotyaev: Spectral estimates for Schrödinger operator with periodic matrix potential on the real line, Int. Math. Res. Not., 2006
- mit P.  Kargaev, E. Korotyaev: Inverse problem for harmonic oscillator perturbed by potential, characterization, Comm. Math. Phys., Band 249, 2004, S. 133–196
- mit David Cimasoni, Adrien Kassel: Revisiting the combinatorics of the two dimensional Ising model, Arxiv, 2015